# アルフェウス・フィレモン・コール
アルフェウス・フィレモン・コール（Alphaeus Philemon Cole、1876年7月12日 - 1988年11月25日）は、アメリカの肖像画家、版画家。1987年1月5日から死去するまでの間、男性長寿世界一だった。

## 生涯
1876年7月12日にニュージャージー州ジャージーシティで誕生。
イタリアのアイザック・クレイグ（Isaac Craig）の下で芸術を学び始め、1892年から1901年にかけてパリにある私立美術学校、アカデミー・ジュリアンでジャン＝ポール・ローランスとジャン＝ジョセフ・バンジャマン＝コンスタンに師事した。1890年代中頃にはエコール・デ・ボザールで数多くの静物画や肖像画を制作した。1900年のサロン・ド・パリではダンテ・アリギエーリの肖像画が展示され、翌年にはニューヨーク州バッファローで開催された汎アメリカ博覧会において、より多くの作品が展示された。
その後コールはイングランドに移り、1903年に彫刻家のマーガレット・ワード・ウォルムズリー（Margaret Ward Walmsley）と結婚した。この頃、木版画、銅版画とエッチングの分野に進出したが、これらの作品は本来の活動分野である肖像画よりもかなり売れたという。またこの時期には、ブリタニカ百科事典にもいくつかの絵を寄稿した。
1911年にアメリカに戻った。1918年にはアメリカ国内最古のプロの美術クラブであるサルマガンディ・クラブのメンバーとなり、1924年から1931年にかけてマンハッタンのイースト・ヴィレッジ地区にある私立大学、クーパー・ユニオンの肖像画と静物画のクラスで教鞭を執った。
1930年にはナショナル・アカデミー・オブ・デザインに選出され、1931年から1941年までの間、ニューヨーク水彩クラブの会長を務めた。
1940年代から1950年代にかけてはギャラリーで絵画の審査員や、芸術協会の会長を務めた。
1961年に最初の妻マーガレットと死別し、翌年に画家ユージン・ヒギンズ（Eugene Higgins）の未亡人で歌手のアニータ・リオ（Anita Rio）と再婚したが、1973年にはアニータとも死別した。
103歳まで精力的に芸術活動を行い、1988年11月25日、35年間住んでいたニューヨークのチェルシーホテルで死去。112歳136日だった。死亡当時は認定されていなかったものの、現在ではギネス世界記録により、ハーマン・スミス＝ヨハンセンの死去した1987年1月5日から死去するまでの690日間、男性長寿世界一であったことが認定されている。
死後、コールの作品はロンドンのナショナル・ポートレート・ギャラリーとブルックリン美術館で常設展示されており、論文はスミソニアン博物館に保管されている。